# 松本夏實
松本夏實（日语：松本夏実，1968年5月2日—），日本漫畫家，大分縣出身。

## 經歷
1993年以〈偶然じゃないよ!〉刊登於《Ribon original》4月號出道。之後在《Ribon》和《Ribon original》雜誌上活動。
2011年以《夢色蛋糕師》獲得第56屆小學館漫畫賞的兒童向部門賞。 